# The Moon and the Son: An Imagined Conversation
Pour plus de détails, voir Fiche technique et Distribution.
The Moon and the Son: An Imagined Conversation est un film d'animation américain réalisé par John Canemaker et sorti en 2005.

## Synopsis
La conversation imaginée entre un fils et son père italo-américain récemment mort, dans une combinaison d'animation, de films et de photos.

## Fiche technique
- Titre : The Moon and the Son: An Imagined Conversation
- Réalisation : John Canemaker
- Scénario : John Canemaker, Joseph Kennedy et Peggy Stern
- Musique : Ron Sadoff
- Montage : David Mehlman
- Production : John Canemaker et Peggy Stern
- Société de production : John Canemaker Productions
- Pays :  États-Unis
- Genre : Animation
- Durée : 28 minutes
- Date de sortie : 5 janvier 2005

## Distribution
- John Turturro : le fils
- Eli Wallach : le père
- Mary Bringle : la mère

## Nominations et récompenses
- 2006 : Oscar du meilleur court métrage d'animation lors de la 78e cérémonie des Oscars